# Mizuki Fujii
Mizuki Fujii (Ashikita, 5 de agosto de 1988) é uma jogadora de badminton japonesa, medalhista olímpica, especialista em duplas.

## Carreira
Mizuki Fujii representou seu país nos Jogos Olímpicos de Verão de 2012 conquistando a medalha de prata, nas duplas femininas com Reika Kakiiwa.